# Gdańsk Lipce
Gdańsk Lipce – przystanek kolejowy w Gdańsku na osiedlu Orunia-Św. Wojciech-Lipce, położony w Lipcach przy ulicy Niegowskiej. Przystanek znajduje się na 322 kilometrze linii kolejowej nr 9 biegnącej z Warszawy do Gdańska.

## Ruch pasażerski[2]
| Rok  | Wymiana pasażerska na dobę |
| ---- | -------------------------- |
| 2017 | 10-19                      |
| 2018 | 20-49                      |
| 2019 | 20-49                      |
| 2020 | 50-99                      |
| 2021 | 50-99                      |
| 2022 | 50-99                      |
| 2023 | 50-99                      |

Przystanek ma dwa perony; na jednym z nim znajduje się budka dróżnika obsługującego przejazd kolejowo-drogowy. Od 11 grudnia 2016 pociągi trójmiejskiej SKM przestały kursować na odcinku Tczew - Gdańsk Główny.

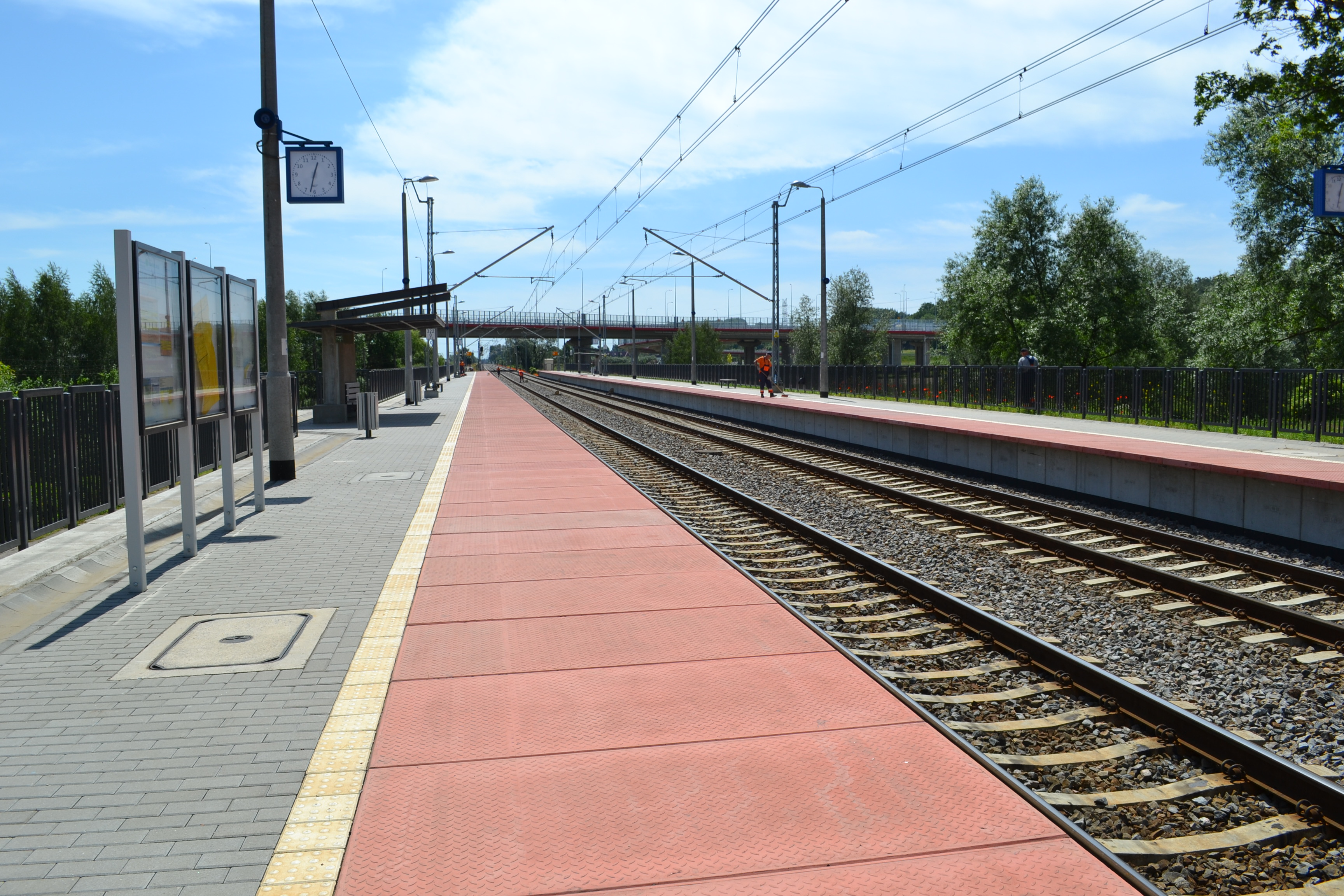
Perony na przystanku Gdańsk Lipce

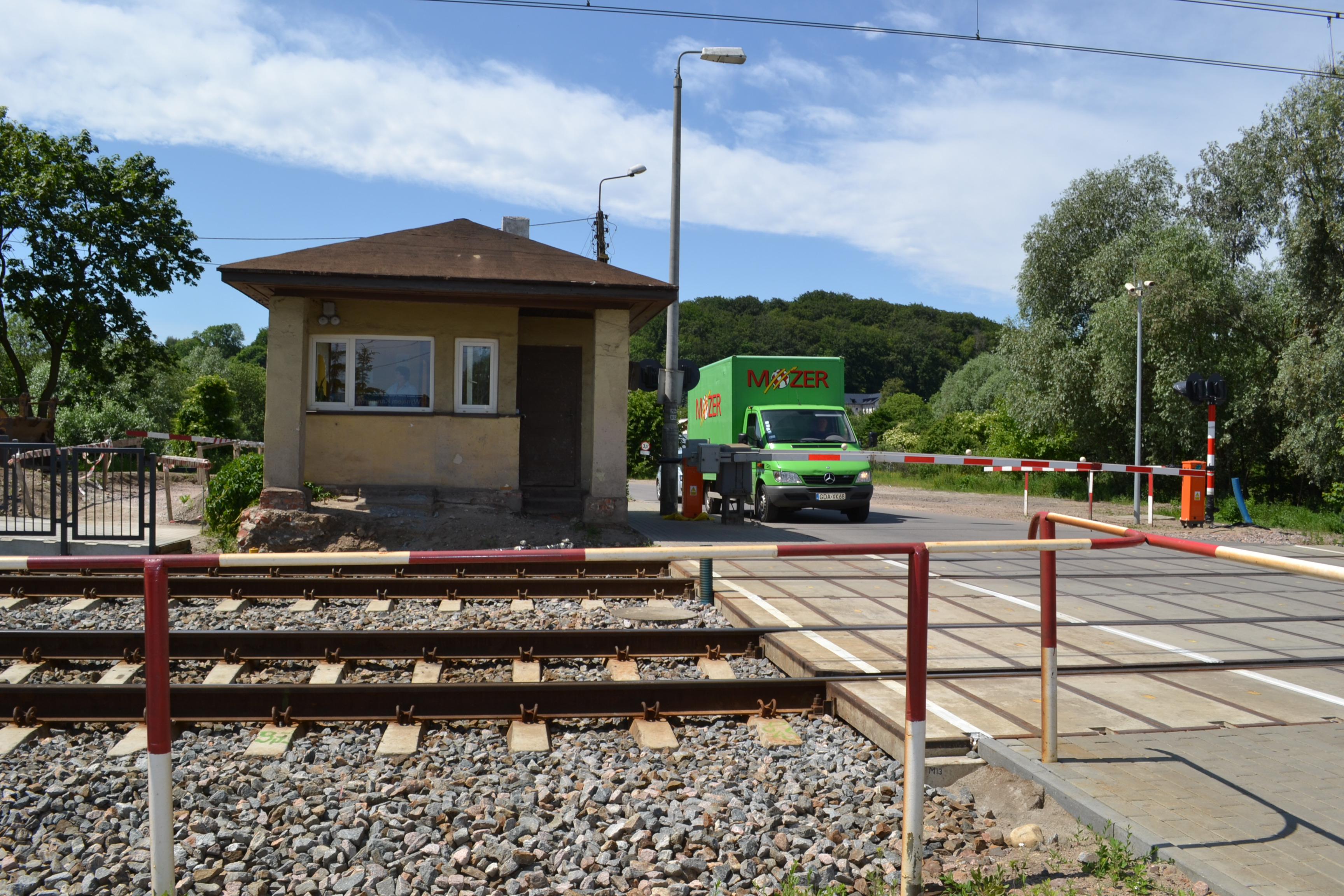
Budynek dróżnika oraz przejazd w Gdańsku Lipcach

## Połączenia
- Gdańsk
- Tczew